# آبشار آسبستوس
آبشار آسبستوس (به انگلیسی: Asbestos Falls) آبشاری است که در ایالات متحده آمریکا واقع شده و ارتفاع کلی ریزشگاه آن ۵۵ فوت (۱۷ متر) است.